# Hemiplasta aptera
Hemiplasta aptera är en insektsart som beskrevs av Günther 1938. Hemiplasta aptera ingår i släktet Hemiplasta och familjen Diapheromeridae. Inga underarter finns listade i Catalogue of Life.